# Одиночка (альбом)
«Одино́чка» — третий студийный альбом российской певицы МакSим. Релиз цифровой версии альбома состоялся 1 декабря 2009 года. Позже альбом был издан на CD в двух версиях — подарочной (с DVD) и обычной. Альбом разошёлся тиражом более 50.000 копий.
Основная тема альбома заложена в названии заглавной песни «Одиночка», но, по словам МакSим, не имеет ничего общего со словом «одиночество». В альбоме певица экспериментировала с различными музыкальными стилями, особенно с этнической музыкой и роком. Музыкальные критики дали, в основном, положительные отзывы об альбоме, особо выделив такие композиции, как «Портрет», «Весна» и «Птицы».
Альбом возглавил российский чарт альбомов 2 февраля 2010 года, а сингл «На радиоволнах» достиг третьей позиции в общем радиочарте стран СНГ. МакSим начала промотур в поддержку альбома осенью 2009 года и продлился он до конца 2011.

## Предыстория
В альбом вошли уже известные песни МакSим — «Птицы» (из кинофильма «Тарас Бульба»), «Дорога» (из кинофильма «Книга мастеров»), первый сингл «На радиоволнах», а также песни, которые певица исполняла во время своего осеннего тура — «Весна», «Блюз», «Одиночка» и «Я люблю тебя».
Существовала версия, что в альбоме Одиночка певица решила перейти к стилю глэм-рок. Однако в одном из интервью певица опровергла эту информацию.

## Создание песен и запись
Над созданием композиций вместе с МакSим работали Елена Гребнева и Алсу Ишметова. Совместно с Еленой Гребневой МакSим написала песни «Весна» и «Дорога», а совместно с Алсу Ишметовой — песню «Странница». При написании композиций к альбому МакSим помогали другие авторы и просто её друзья. Также, по её словам, этот альбом по своему содержимому отличается от предыдущего так же, как «Трудный возраст» отличается от альбома «Мой рай».
Песня «Любовь — это яд», по словам МакSим, была написана летом:

Песня писалась летом, на даче, и правда было столько тополиного пуха, очень было похоже на снег, и гора позитивных воспоминаний. Даже от самой грустной песни мне хочется вкладывать какой-то момент позитива, чтобы человеку не хотелось после прослушивания пойти и повеситься, должно хотеться жить.— МакSим
После завершения написания композиций была сформирована концепция альбома, заглавное место в которой заняла песня «Одиночка». По словам самой певицы, слово «одиночка» в альбоме не имеет ничего общего с одиночеством, а скорее отражает состояние души. Также певица говорила, что альбом не является меланхолическим или депрессивным, он скорее описывает состояние внутреннего равновесия человека. По словам певицы, «это о том самом состоянии, когда любой человек в какой-то момент остаётся наедине с собой и его это устраивает».
Запись альбома заняла 6 месяцев, с июня по ноябрь 2009 года. В записи участвовали музыканты группы МакSим. К записи альбома были привлечены в основном те же музыканты, что и при записи предыдущих альбомов певицы. Были приглашены некоторые сессионные музыканты, также велось сотрудничество с другими студиями.
Аранжировки в альбоме сделали Анатолий Стельмачёнок, Алексей Прокофьев и Владимир Чиняев. Также к записи были привлечены сессионные музыканты: Ричард Олейник, исполнивший партии гитары в песнях «На радиоволнах» и «Любовь-это яд», Анна Рай, исполнившая партию фолк бэк-вокала в песне «Дорога», Марсель Мифтахов, исполнивший партию скрипки в той же песне, Сергей Кондратьев, исполнивший партию губной гармоники в песне «Блюз», и Леонид Каминер, исполнивший в этой же песне партию хаммонд-органа.
В записи песни «Одиночка» были использованы голоса музыкантов МакSим. На вопрос в интервью газете «Труд7», было ли это сделано сознательно, певица ответила, что это так, однако голоса были записаны не специально для этих целей. По словам певицы, это может заинтересовать тех слушателей, которым любопытно, как появляются на свет песни певицы.

## Релиз
Релиз альбома был назначен на 1 декабря 2009 года, но альбом поступил в продажу с задержкой — 10 декабря (подарочное издание CD + DVD). Упрощённое издание с одним CD появилось в продаже 18 февраля 2010 года.
18 декабря в интернете появилось видео-обращение МакSим в котором она призывала поклонников не покупать новый альбом, по причине того, что на изданном тираже совершенно не тот звук, который певица одобрила. Изданный тираж альбома был изъят из магазинов.
Сама певица прокомментировала ситуацию с изъятием альбома из магазинов так:

Конечный этап работы над альбомом — мастеринг. У нас всегда это сложно происходило. Это такая вещь, которая может сделать лучше или хуже. Мне сказали, что лучше это делать за границей. И мы отправили этот альбом, который пришёл и сразу ушёл в продажи. Когда я взяла продукт и начала слушать, выяснилось, что в Лондоне не все так идеально. Звук, над которым мы столько бились, участвовали в записи потрясающие музыканты, которые не с каждым исполнителем стали бы работать, после мастеринга мы получили такое, что пришлось изымать из производства и даже из магазинов партии дисков, исправлять, снова выпускать.— МакSим
Позже, в интервью журналу «Теленеделя», МакSим призналась, что была расстроена результатом сведения альбома, но не по причине плохо выполненной работы. По словам певицы, при звучании музыки (особенно русской) должны хорошо чувствоваться эмоции. В случае альбома «Одиночка» песни звучали мягко, ровно, по заграничным стандартам — не так, как было запланировано.

## Тематика песен
Тематически альбом получился разноплановым. Песня «Дорога», по словам МакSим, посвящается её музыкальному коллективу и описывает русский менталитет.
Песня «Одиночка», по утверждениям журналистов, пропагандирует употребление нецензурной лексики и наркотиков, хотя сама певица не раз опровергала это мнение. Она говорила, что «отрицательно относится к наркотикам и не курит», а текст песни назвала хулиганством. Также, в интервью «NEWSmusic.ru», МакSим сказала, что: «…хотя часто говорят, что слово „покурю“ не очень для песни, но это же такое образное настроение. Например, если я спою про космос, это не значит, что я там была». По словам МакSим, песня в целом создаёт настроение всего альбома. В интервью сайту «OpenSpace.ru» она сказала, что в альбоме хватает грустных песен, но если дослушать альбом до конца (а именно прослушать последнюю песню «Одиночка»), то становится ясно, что «точка всё-таки на солнце».
Также в альбоме нашло отражение то, что МакSим стала матерью. Песня «Мама-кошка» посвящается дочери певицы и является своеобразным продолжением более ранней композиции «Лучшая ночь». Как пишут в «Newslab.ru», песня «живописует последствия „этой лучшей ночи“». Сама певица говорила, что написала песню через две недели после рождения дочери.
Песня «Я люблю тебя» посвящена мужу певицы — Алексею Луговцову.
Песня «Портрет» написана от лица молодой девушки, чей молодой человек ушёл в мир иной.

## Музыка и лирика
В альбоме нашли отражение различные стили музыки. Гуру Кен написал, что «„Одиночка“ берет курс на проживание МакSим в самых разных музыкальных жанрах». Борис Барабанов также отметил, что: «в избранном девушкой жанре появились неожиданные повороты, отступления от поп-канона, которые тем не менее не отвращают преданных поклонников».
Вторая композиция в альбоме, песня «Портрет», в целом представляет собой синт-поп балладу. В куплетах песни сильно влияние эмбиента и трип-хопа, однако припевы являются вполне типичными для творчества МакSим. Лирика песни исполнена в трогательной манере: «Отдайте мне этот портрет и линию жизни до запястья сотрите. Мне вовсе не нужен совет. Нет, я не курю. А хотя… Угостите!» и рассказывает историю о девушке, молодой человек которой ушёл в мир иной. Следующая композиция альбома «Весна» представляет собой поп-роковую песню, с элементами рок-н-ролла. На композицию также оказал влияние музыкальный стиль Земфиры, особенно её альбома «Вендетта». Лирика песни в игривой манере повествует о том, как исполнительница идёт по тротуару и ловит на себе завистливые взгляды женщин, потому что она «такая эффектная» и «самая шикарная».
Композиция «Любовь — это яд» представляет собой медленную балладу c присутствием фольклорных элементов. В лирике песни используются эффектные формулировки из банальных фраз. Последующая песня «Дорога» продолжает развивать фольклорные мотивы и по стилю относится к фолк-поп-року. В записи песни были использованы такие музыкальные инструменты, как акустическая гитара, рояль, бас, барабанная установка и скрипка. Также песню отличает использование психоделических акустических синтов, использование темпо-ритма, называемого «электричка», и наличие фолк бэк-вокала. В тексте песни используются русские народные речевые обороты.
«Я люблю тебя» — поп-баллада, по стилю более близкая ко второму альбому исполнительницы «Мой рай». Песня была представлена на сайте «OpenSpace.ru» 27 декабря 2010 года, в рубрике «подарок». Данная композиции («Я люблю тебя (Unplugged)») является акустической и она не вошла в альбом. В видео, выложенном на сайте, МакSим говорит, что данная версия песни именно так должна была звучать первоначально. Песня «Странница» отличается очень мощным и запоминающимся припевом. Восьмая композиция «Птицы» записан в стиле пелагеевского этно-попа с элементами романса. Лирика песни представляет собой проникновенную колыбельную.
«Мама-кошка» — это ритмичная поп-композиция. Лирика песни говорит о том, как МакSим стала мамой. Музыкальный стиль композиции «Блюз» отражён в её названии. В песне использована блюзовая губная гармоника и по ходу звучания композиция обращается в русско-роковый медляк, а по настроению скорее напоминает жизнеутверждающий гимн.
Последняя композиция альбома «Одиночка» сочетает в себе различные стили музыки: танго, поп, рэгги-блюз, элементы дворовой песни.

## Промо
Промокампания альбома рассчитана на три направления. Первое — телевизионные выступления. МакSим выступила 10 ноября 2009 года на праздничном концерте в честь Дня милиции, запись которого была показана на Первом канале, а также выступила на премии «Золотой Граммофон-2009», которая прошла 28 ноября и также транслировалась на Первом. В ходе церемонии МакSим получила премию за песню «Не отдам», которую ей вручил Дима Билан.
Второе направление — статьи в печатных СМИ. МакSим появилась на обложках таких журналов, как «Hello», «OK!», «Oops!», и «Топ Башня». Также статьи о певице появились в журналах «7 Дней», «Top Beauty» и «Glamour».
Третье направление — участие в специальных акциях. Совместно с «Nokia» и сетью магазинов «Связной» певица участвует в рекламной кампании нового музыкального сервиса «Comes With Music» в конце ноября.
Осенью 2009 года певица отправилась в большой концертный тур в поддержку альбома, который стартовал с концерта в московском клубе Б1 Maximum и затем продолжился в ряде других городов и регионов, включая Сибирь и Дальний Восток.

## Критика
| Оценки критиков               | Оценки критиков |
| Источник                      | Оценка          |
| ----------------------------- | --------------- |
| Apelzin.ru                    | (отрицательная) |
| Guruken.ru                    | [ 8 ]           |
| Intermedia                    | [ 23 ]          |
| KM.ru                         | (положительная) |
| Афиша                         | [ 32 ]          |
| Коммерсантъ                   | (положительная) |
| МирМэджи                      | (положительная) |
| Санкт-Петербургские Ведомости | (положительная) |

На сайте проекта «МирМэджи» альбом описывается позитивно. Автор статьи говорит, что «на третьей пластинке почти нет проходных песен». Особо он выделяет песни «Портрет», которая по его мнению «имеет все шансы стать новым хитом», и «Мама-кошка», которую он назвал одной из лучших песен в альбоме. Негативно описываются композиции «Птицы» и «Одиночка». В целом журналист обратил внимание на то, что альбом имеет минорный оттенок.
Негативную оценку альбому дала Инна Пахомова на сайте Apelzin.ru. Автор рецензии сказала, что «в целом все композиции альбома сдержанны», за исключением песни «Весна», которая, по мнению автора, стала неожиданной для МакSим. Также журналистке не понравилась лирика альбома, которую она посчитала «местами примитивной, местами сложной, порой доводящей слушателя до недопонимания». В этом контексте была упомянута песня «Мама-кошка», которая, по мнению автора, «не песня, а сплошной абстракционизм». В целом автор сказала, что песням в альбоме «не хватает „попсового драйва“, ритмики, которая бы заставила оставить тот или иной трек на долгое время в памяти и просить повторить его снова и снова, словно это не музыка, а наркотик» и то, что она не видит в альбоме какого-либо улучшения или введения новизны.
Противоречивую оценку альбому дали на сайте Newslab.ru. По мнению автора, на первый взгляд альбом похож на предыдущую пластинку «Мой рай»: «Это всё та же ласковая девичья эстрада с текстами, словно вдохновлёнными каким-то не самым глупым в мире девичьим дневником, исполненная с вежливой интонацией девочки-отличницы, сложившей ручки на коленках». Также журналист отметил, что в альбоме МакSим экспериментирует со стилями: «на „Одиночке“ она примеряет на себя блюз („Блюз“), синти-баллады („Портрет“), что-то вроде земфировского рок-н-ролла („Весна“) и пелагеевского этно-попа („Птицы“)». Особо автор выделяет то, что в альбоме отчётливо проявляется авторский почерк певицы. По мнению автора «на этой пластинке, впервые за карьеру Максим, возникает ощущение, что певица Максим делает всё вышеперечисленное не потому, что не умеет больше ничего другого — а потому, что считает, что так делать нужно. Проще говоря, на „Одиночке“ вдруг становится понятно, что у Максим есть собственный творческий почерк, своя осознанная эстетическая позиция. У неё есть определённый взгляд на жизнь, транслирующийся в её текстах; у неё есть собственная, мгновенно узнаваемая мелодика в песнях».
Борис Барабанов из газеты «Коммерсантъ» дал позитивную оценку альбома. Особо автор отметил лирику альбома сказав, что «В „Одиночке“ вполне живой язык» и привёл пример из текста песни «Портрет». Также была позитивно оценена песня «Весна». В заключении журналист отметит, что певица «определенно преуспела» в сочинении мелодий. На сайте газеты «Санкт-Петербургские Ведомости» дали положительную оценку альбому. Полина Виноградова пишет: «МакSим нашла золотую середину между противоречивыми подростковыми желаниями поплясать и поплакать». Также автор отметила сходство альбома с предыдущими работами певицы и особо выделила композицию «Одиночка», которая, по её мнению, помогла «раскрыться сильной команде музыкантов, работающих с предпочитающей живой звук Максим».
Алексей Мажаев из Intermedia.ru посчитал, что альбом отразил взросление певицы. По его словам, МакSим «не отказывается от прежних наработок, но старается избегать откровенных самоповторов; она с интересом открывает для себя новые жанры, аккуратно подгоняя их под собственную манеру».
Гуру Кен особенно отметил, что в альбоме МакSим сильно экспериментирует с различными музыкальными стилями, но, по его словам, альбом всё же остаётся в рамках поп-музыки: «Но никакого рок-альбома, конечно, МакSим не думала даже записывать. Потому что артистка настолько органично проживает все эти стили и выдает качественный поп-продукт…». Также автор статьи отметил, что в альбоме достаточно много хитов и в завершение сказал: «Совершенно очевидно, что умение органично чувствовать себя в любой музыкальной стихии неизбежно приведет МакSим к новым экспериментам. Рэперы и рок уже были. Любопытно, в какие стихии двинется МакSим дальше».
Денис Ступников в своей рецензии на сайте «KM.ru» отметил, что альбом получился очень печальным: «Печаль нездешняя, печаль необъяснимая буквально пронизывает все эти треки». По мнению критика, в альбоме МакSим достаточно спорно вступает на территорию русского рока: «Взаимоотношения певицы с русским роком сложны и неоднозначны». В связи с песней «Весна» Денис Ступников посчитал, что МакSим не зря сравнивают с Земфирой и группой «Город 312». Более позитивно описываются эксперименты с поп-фолком и хард-попом (песни «Дорога», «Я люблю тебя» и «Странница»).
В отдельном обзоре Гуру Кен отметил, что альбом лишь закрепляет статус МакSим и, в отличие от других более ранних альбомов певицы, является для неё экспериментальным. По словам аналитика, в альбоме заметно влияние рок-музыки, блюза и синти-попа.

## Коммерческий успех альбома
Диск дебютировал в российском чарте альбомов 17 декабря 2009 года на 3 позиции. По сравнению с предыдущим альбомом певицы (разошедшимся тиражом в 500 тысяч копий в первую неделю продаж), альбом Одиночка имел скромные продажи за первую неделю. Данная ситуация объясняется тем, что на тот момент в продаже была доступна только дорогая версия альбома (с DVD). Во вторую, третью и четвёртую недели продаж диск также оставался на третьем месте. В пятую неделю продажи диска упали до 4 позиции. В шестую неделю диск снова вернулся на 3 позицию. В седьмую неделю, после издания обычной CD-версии альбома (без DVD), альбом возглавил российский чарт. Также альбом имел успех как цифровой релиз, добравшись до 2 строчки чарта 30 самых скачиваемых альбомов портала «Muz.ru». В эту же неделю четыре песни из альбома попали в чарт 30 самых скачиваемых композиций: «На радиоволнах» (6 позиция), «Дорога» (13 позиция), «Я люблю тебя» (18 позиция) и «Одиночка» (23 позиция).
6 мая 2010 года альбом получил золотой статус в России, с тиражом в 50 тысяч копий.
5 февраля 2010 года, Lenta.ru и компания «2М» представили итоговый чарт альбомов в России за 2010 год, где пластинка заняла 7 место. В общей сложности, за 2010 год, было продано 17 тысяч 766 экземпляров альбома. Альбом стал дважды платиновым в России.

### Позиции в чартах
| Позиция      | 3 | 3 | 3 | 3 | 4 | 3 | 1 | 3 | 3 | 4 | 6 | 4 | 5 | 5 | 9 | 8 | 14 | 15 | 17 | 18           |
| Сертификация | - | - | - | - | - | - | - | - | - | - | - | - | - | - | - | - | -  | -  | -  | Золотой диск |

### Награды и номинации
По результатам пользовательского голосования премии «Русский топ 2010» альбом вошёл в десятку лучших, набрав 3542 голоса.
| Год  | Награда              | Номинированная работа | Категория                       | Результат       |
| ---- | -------------------- | --------------------- | ------------------------------- | --------------- |
| 2010 | НФПФ                 | Альбом «Одиночка»     | Золотой диск                    | Золотой диск    |
| 2010 | НФПФ                 | Альбом «Одиночка»     | Платиновый диск                 | Платиновый диск |
| 2010 | Премия Муз-ТВ        | «Дорога»              | Лучший саундтрек                | Номинация       |
| 2010 | Песня года           | «На радиоволнах»      | Диплом фестиваля                | Победа          |
| 2010 | Премия «Русский Топ» | Альбом «Одиночка»     | Лучший альбом                   | Номинация       |
| 2010 | Золотой Граммофон    | «На радиоволнах»      | Статуэтка «Золотого граммофона» | Номинация       |

## Исполнение
МакSим начала исполнять новые песни из альбома в начале сентября 2009 года. 1 сентября в СКК «Петербургский» певица выступила на концерте в честь «Дня первокурсника». На концерте МакSим исполнила две песни из альбома — «Одиночка» и «Весна». При этом певица долго не решалась исполнять песню «Одиночка», аргументируя это тем, что «неприлично петь такие пошлые кабацкие песенки при юных первокурсниках и тем более при преподавателях в летах».
19 сентября прошёл концерт МакSим в клубе «Б1», на котором она исполнила пять песен из альбома — «Одиночка», «На радиоволнах», «Дорога», «Весна» и «Блюз» (впервые). Песня «Дорога» была впервые исполнена на предыдущем концерте в Нижнем Новгороде 15 сентября.
10 ноября 2009 года МакSим исполнила песню «Дорога» на концерте в честь «Дня милиции» в Кремлёвском концертном зале.
Чуть позже в туре (после свадьбы, но до выхода альбома) также певица начала исполнять песню «Я люблю тебя».
Ещё позже в сет-лист вошли «Любовь — это яд» и «Мама-кошка» (последняя впервые исполнена на концерте 22 апреля в Москве).
Песни «Весна» и «На радиоволнах», совместно с композицией «Не отдам», из альбома «Мой рай», были исполнены на концертах «Big Love Show» в Москве (СК «Олимпийский»), 13 февраля 2010 года и 14 февраля в Санкт-Петербурге. Мероприятия были устроены радиостанцией «Love Radio» в честь дня всех влюблённых.
11 июня 2010 года песня «Дорога» была исполнена во время проведения премии Муз-ТВ 2010. МакSим выступала в платье от дизайнера Дениса Симачёва (выполненного в расцветке под-хохлому) и в сопровождении своих музыкантов и хора Надежды Бабкиной «Русская песня 21». Выступление стало скандальным, так как во время выхода МакSим на сцену оказался отключен её микрофон и звук не попадал в зал. После того как звук был настроен, оказалось, что звучание главного микрофона было смикшировано с хором и бэк-вокал забил основной голос.

## Комплектация
Расширенное издание альбома состоит из CD и DVD в двойной коробке, в которую также вложен буклет. Коробка вложена в картонный белый кейс, прорезь в котором позволяет видеть часть обложки, на которой изображено лицо певицы. На кейсе тиснением написано «МакSим одиночка» аналогично Белому альбому The Beatles. Сзади как кейса, так и коробки размещён список композиций. На задней части коробки также изображена картина волка. Буклет содержит фотографии певицы с отрывками из текстов песен, полностью расписаны участники всех песен, а последний разворот посвящён благодарностям. На обороте буклета — та же фотография, что и на обложке, но певица на ней изображена с закрытыми глазами. Оформлением диска занимался Сергей Герасимов, а фотографии были сделаны Вадимом Гартинским.
На компакт-диске записано основное содержимое альбома — его композиции. DVD-диск подарочного издания содержит клипы «На радиоволнах» и «Дорога», а также фильм о съёмках клипа «На радиоволнах» и видео «Секретов нет», обозначенное на задниках, как «эксклюзивное видео с концерта».
Упрощённое издание содержит только CD без картонного кейса, буклет из 2 страниц, на обложке певица с закрытыми глазами.

## Список композиций CD
| №   | Название                                 | Автор(ы)               | Длительность |
| --- | ---------------------------------------- | ---------------------- | ------------ |
| 1.  | «На радиоволнах»                         | МакSим                 | 3:51         |
| 2.  | «Портрет»                                | МакSим                 | 3:23         |
| 3.  | «Весна»                                  | МакSим, Елена Гребнева | 3:12         |
| 4.  | «Любовь — это яд»                        | МакSим                 | 3:35         |
| 5.  | «Дорога»                                 | МакSим, Елена Гребнева | 3:14         |
| 6.  | «Я люблю тебя»                           | МакSим                 | 2:57         |
| 7.  | «Странница»                              | МакSим, Алсу Ишметова  | 3:29         |
| 8.  | «Птицы»                                  | МакSим                 | 2:58         |
| 9.  | «Мама-кошка»                             | МакSим                 | 3:44         |
| 10. | «Блюз»                                   | МакSим                 | 4:17         |
| 11. | «Одиночка»                               | Яжевика                | 2:44         |
| 12. | «На радиоволнах (Kirbas GASpromo remix)» | МакSим                 | 4:17         |
| 13. | «На радиоволнах (Dj Fisun remix)»        | МакSим                 | 2:27         |

- Дорожки 12 и 13 присутствуют только на подарочном издании.

## Участники записи
В скобках даны номера композиций.
- Анатолий Стельмачёнок — сведение (1-8, 10-11), аранжировка (1-6)
- Алексей Прокофьев — аранжировка (7-8), гитара (7)
- Андрей Старков — сведение (9), звукорежиссёр (10)
- Владимир Чиняев — аранжировка (9-10)
- Ричард Олейник — гитара (1, 4)
- Евгений Модестов — гитара (3, 5-6, 11), акустическая гитара (5)
- Валентин Тарасов — барабаны (3, 5-6, 11)
- Кирилл Антоненко — клавишные (3, 6, 11)
- Стас Грошев — бас-гитара (5, 11)
- Анна Рай — фолк бэк-вокал (5)
- Мифтахов Марсель — скрипка (5)
- Михаил Клягин — гитара и бас-гитара (10)
- Евгений Лепензин — барабаны (10)
- Леонид Каминер — орган Хаммонда (10)
- Сергей Кондратьев — губная гармоника (10)